# مقصدهای پروازی اورال ایرلاینز
مقصدهای پروازی اورال ایرلاینز به شرح زیر است:

## فهرست

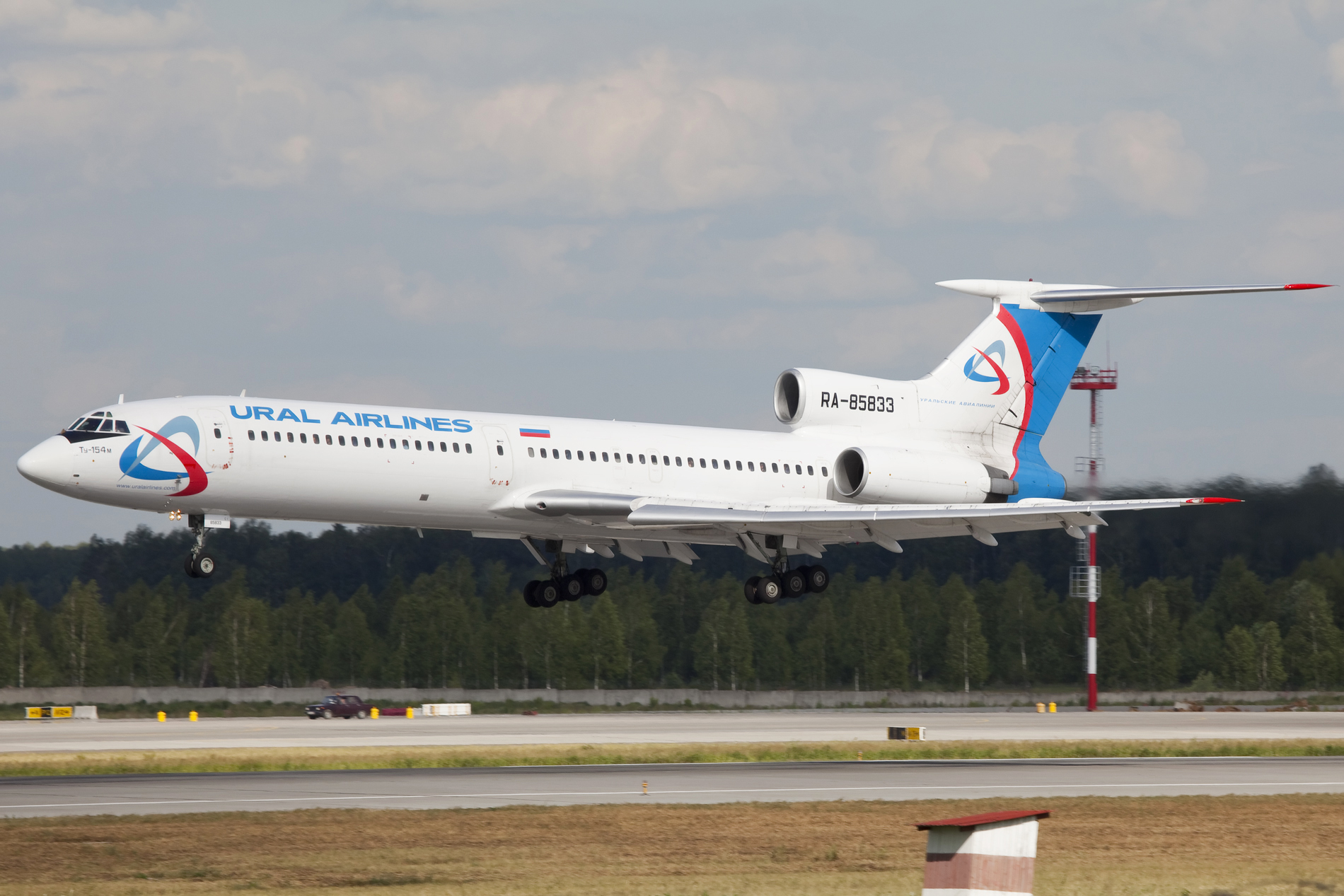
یک فروند توپولف-۱۵۴ متعلق به اورال ایرلاینز در حال فرود در فرودگاه بین‌المللی دوموده‌دوو.

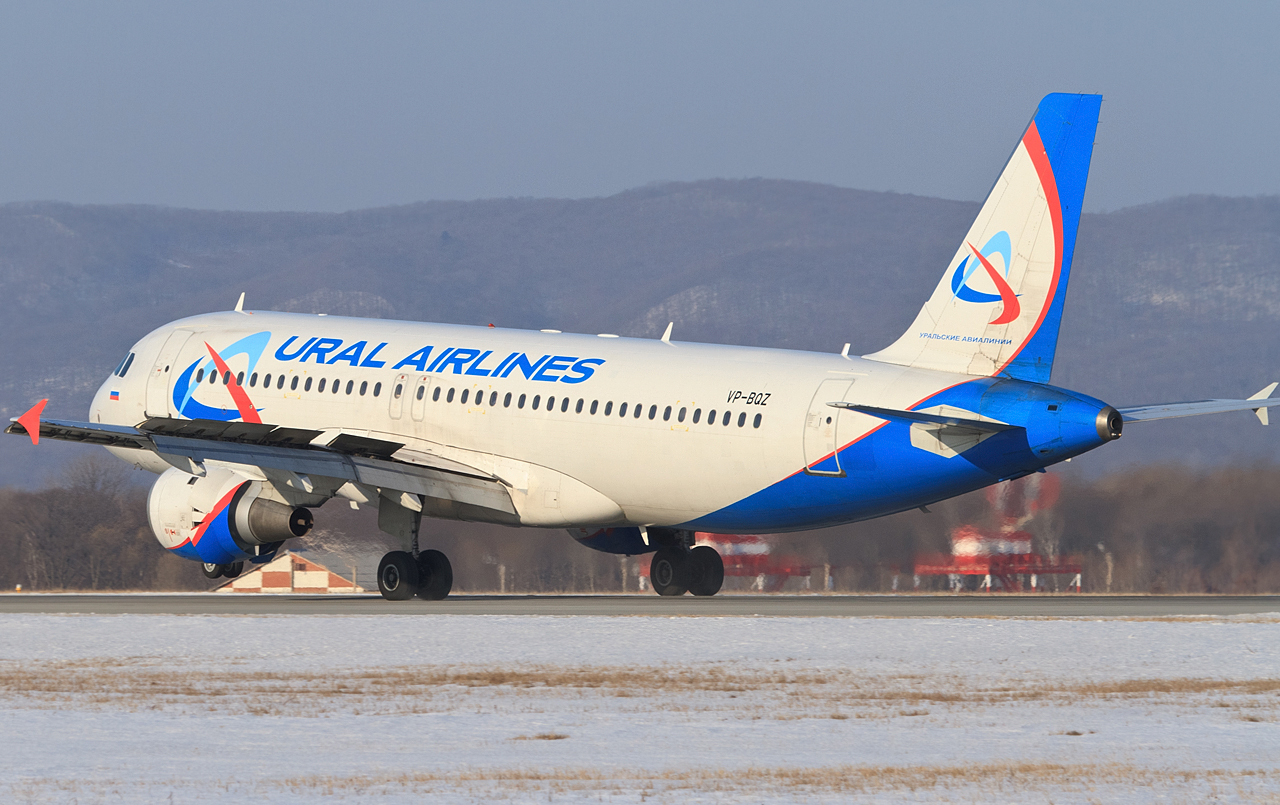
یک فروند ایرباس ای۳۲۰ متعلق به اورال ایرلاینز در حال برخاستن.

| [Hub] | قطب              |
| *     | مسیرهای آتی      |
| [^]   | فصلی             |
| [S]   | قطب دوم          |
| [T]   | مقصدهای متوقف‌شده |